# Ордалии

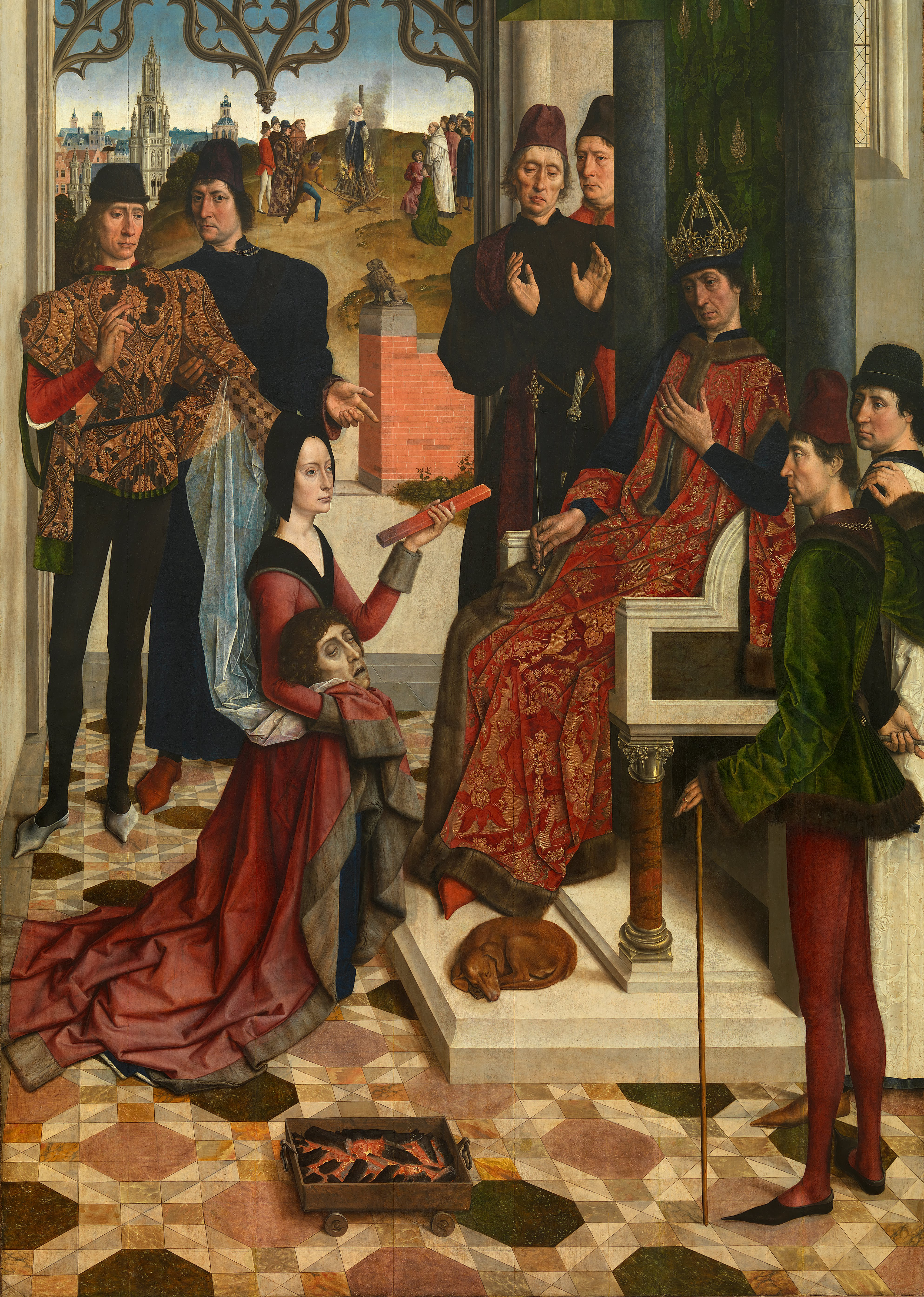
Вдова казнённого графа доказывает его невиновность императору Оттону III, удерживая в руке брусок раскалённого железа. Картина Дирка Баутса,.

Орда́лия (от др.-англ. ordāl — «приговор») или Божий суд — исторический способ определения судебного решения посредством физического испытания. Участники процесса могли подвергаться испытанию огнём, раскалённым железом, водой, ядом, или поединком. Ордалии широко практиковалась в Европе в период раннего Средневековья, а также в других культурах, включая древнюю Индию, Китай и народы Африки.

## История
Ордалии — один из видов архаического права, впервые подобные испытания упоминаются ещё в законах Ур-Намму и Законах Хаммурапи.
Испытание огнём состояло в том, что испытуемый должен был держать руки на огне, проходить через горящий костёр, держать руками раскалённое железо. Выдержавший эти испытания признавался оправданным, не выдержавший — виновным.
При испытании водой нужно было достать кольцо из кипятка, прыгнуть в реку с быстрым течением, испытуемого опускали в холодную воду связанным и так далее. Утонувший в реке считался оправданным — Бог его забрал в лучший мир, он раньше попал на небо. Если не утонул, то следовала смертная казнь. Аналогичное испытание водой устраивала ведьмам испанская инквизиция, при которой перед ордалиями произносили особую молитву, — 15-й псалом (этот же псалом зачитывали для обнаружения вора, защиты от врага, пробуждения разума).
Противоположный порядок устанавливали «Законы Хаммурапи»:
Если человек бросил на человека обвинение в колдовстве и не доказал этого, то тот, на которого было брошено обвинение в колдовстве, должен пойти к Божеству Реки и в Реку погрузиться; если Река схватит его, его обвинитель сможет забрать его дом. Если же Река очистит этого человека и он останется невредим, тогда тот, кто бросил на него обвинение в колдовстве, должен быть убит, а тот, кто погружался в Реку, может забрать дом его обвинителя.
Ордалии имели распространение у многих народов, встречались и в период Высокого Средневековья. Во время Первого крестового похода после обнаружения Святого копья на ордалию пошёл и погиб от ожогов Пётр Варфоломей.

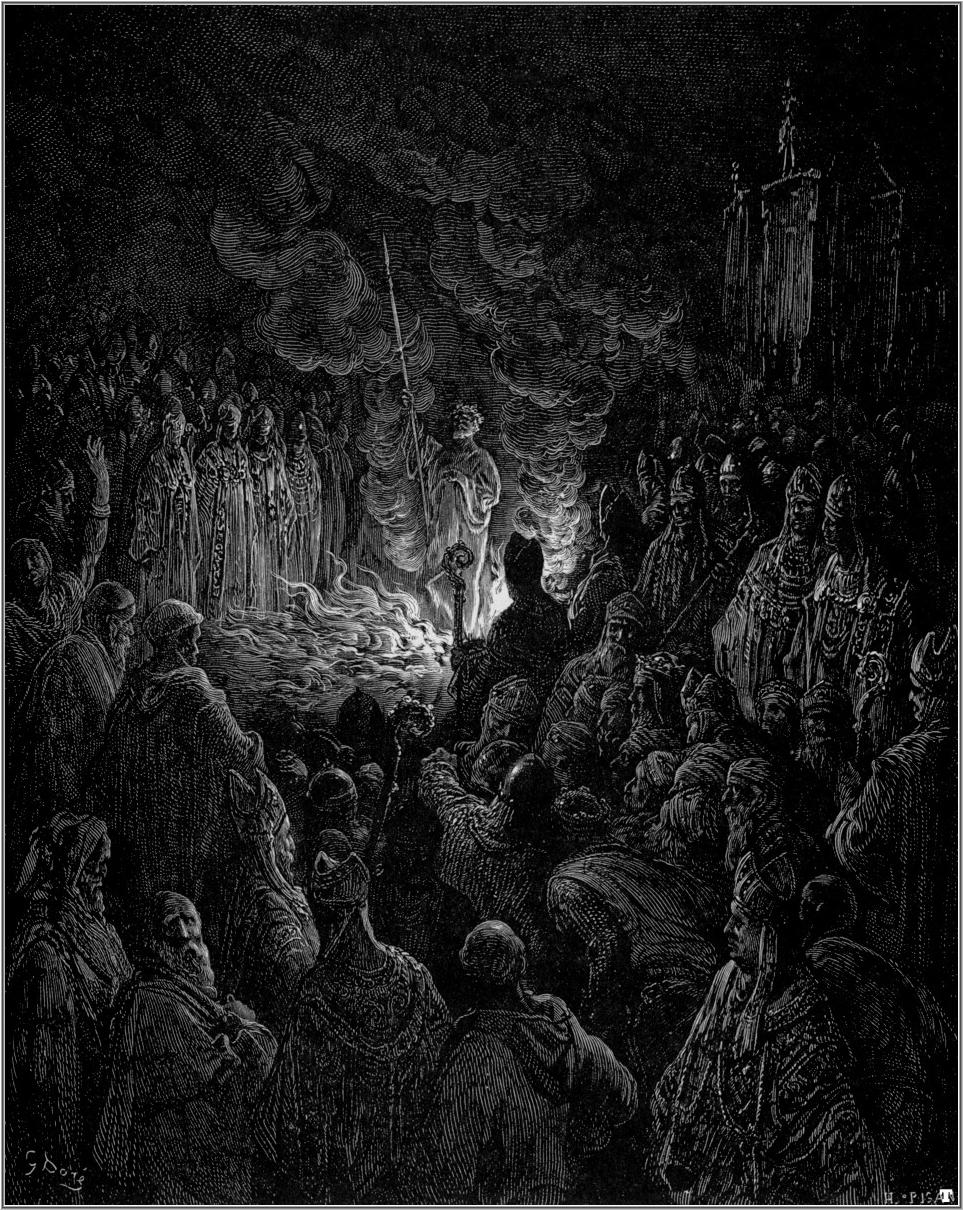
Гюстав Доре. Пётр Варфоломей сходит в огонь
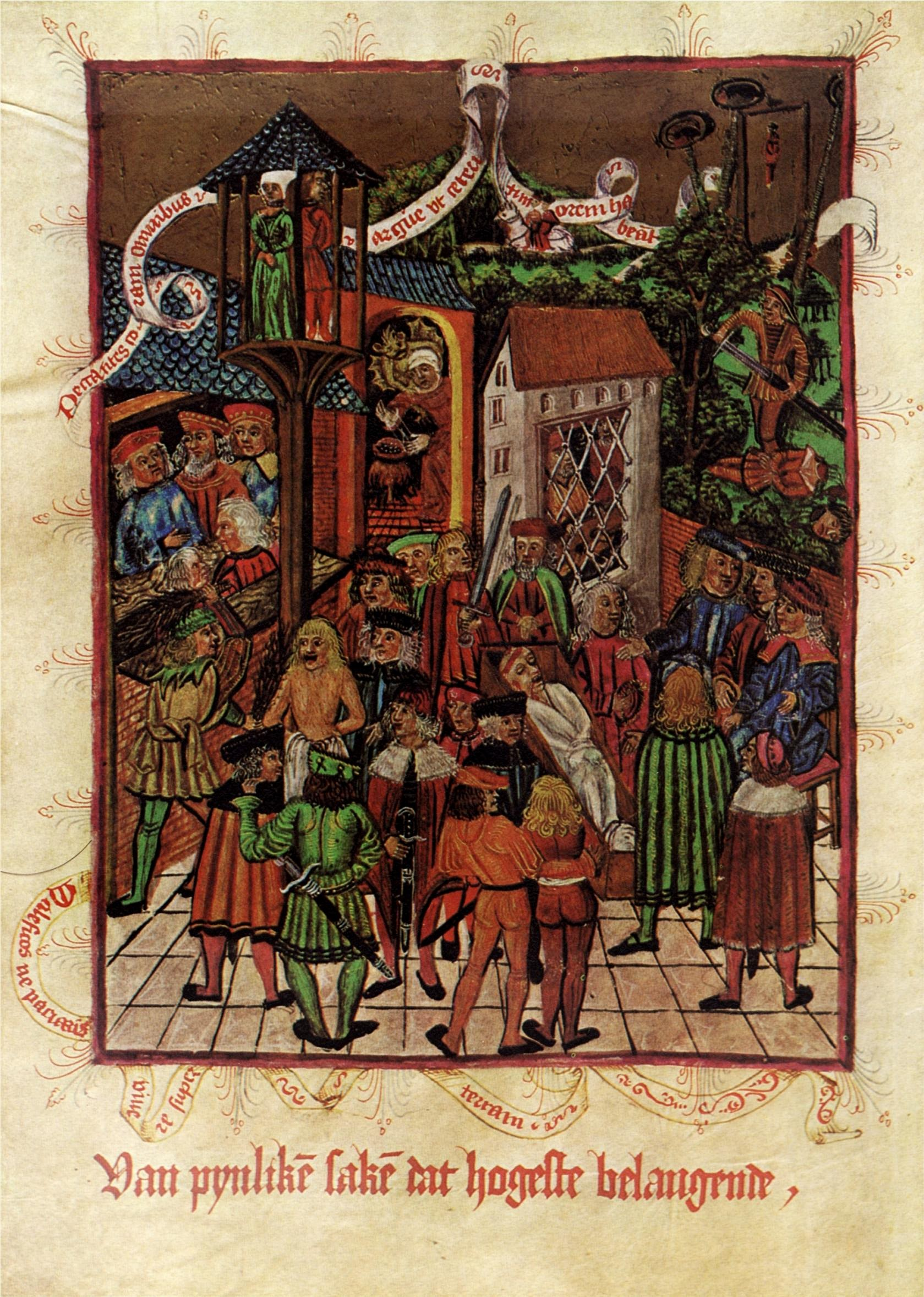
Панель из городской хартии Гамбурга 1497 года. На белом знамени красными буквами в верхней половине изображения написано на латыни «cогрешающих обличай перед всеми, чтобы и прочие страх имели» (1Тим. 5:20), а в нижней половине написано «ворожеи не оставляй в живых» (Исх. 22:18)
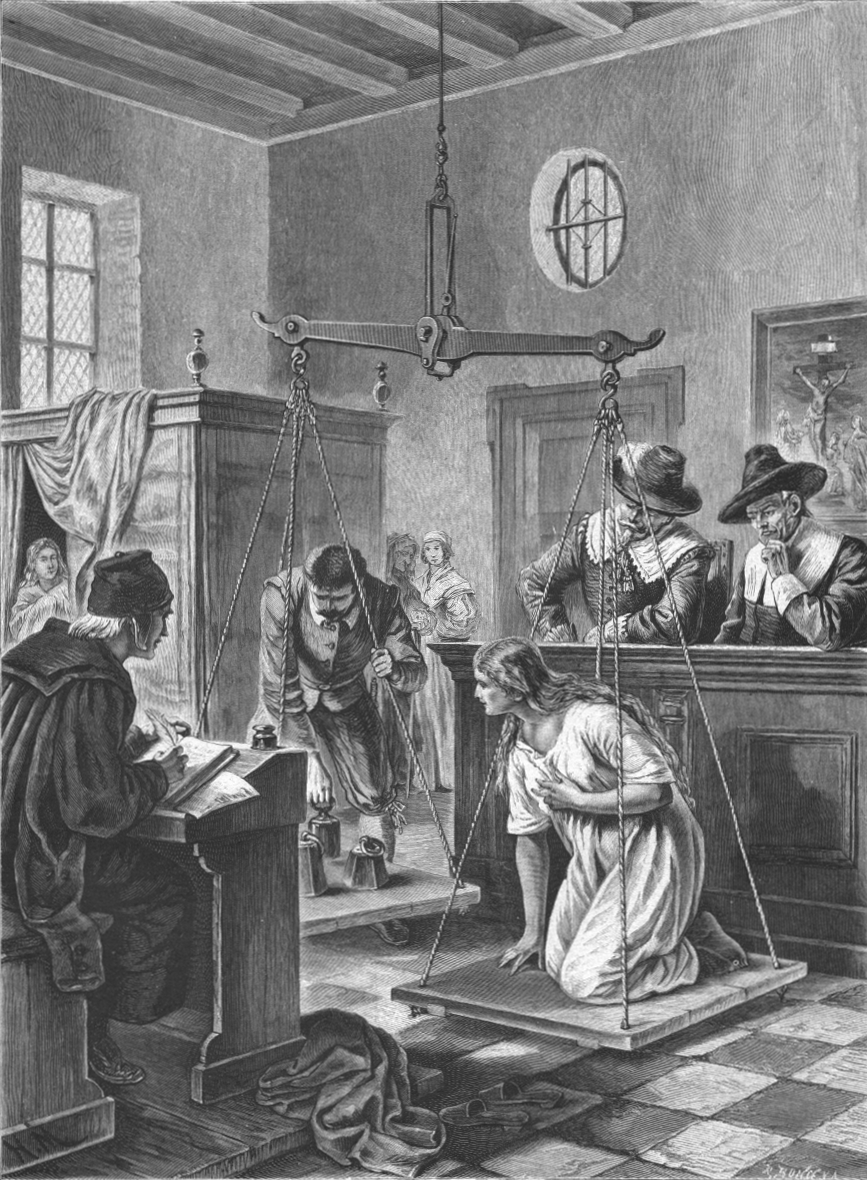
Испытание весами в Аудеватере. Гравюра XIX века

## Образы в кинематографе
…Слушай: завтра на заре

На широком на дворе

Должен челядь ты заставить

Три котла больших поставить

И костры под них сложить.

Первый надобно налить

До краёв водой студёной,

А второй — водой варёной,

А последний — молоком,

Вскипятя его ключом.

Вот, коль хочешь ты жениться

И красавцем учиниться, —

Ты без платья, налегке,

Искупайся в молоке;

Тут побудь в воде варёной,

А потом ещё в студёной,

И скажу тебе, отец,

Будешь знатный молодец!

…Царь велел себя раздеть,

Два раза́ перекрестился,

Бух в котёл — и там сварился!
- 1976 — фильм «Легенда о Тиле» (СССР), обвиняемую в колдовстве Катлину бросают в воду, она не всплывает, с криками «она невиновна!» успевают вытащить ещё живой.
- 2013 — в одной из серий сериала «Викинги» показано испытание огнём. Христианский проповедник в Каттегате, соглашаясь на ордалию, в своём воображении несёт в руках раскалённое железо, но затем, взяв его наяву, тут же роняет под хохот викингов.
- 2017 — Ордалия / Суд Божий (Ordalie / Ordeal) (реж. Sacha Barbin), в главной роли — Gaspard Ulliel.
- Фильм «Время ведьм» — в начале фильма показано испытание водой. Трёх ведьм подвесили на канаты и сбросили с моста в воду.
- Фильм «Агора» — христианский проповедник быстро проходит по горящим углям, а затем древнехристианские фанатики толкают на жаровню жреца Сераписа, тога которого загорается от углей. По факту это ничего не доказывает, но прохристиански настроенная толпа ликует.
- Сериал «Открытие ведьм» — двух ведьм пытают различными способами, затем одну из них заковывают в «Железную деву» и скидывают в море.

### Комментарии
1. ↑  В некоторых источниках ордалией называется физическое испытание подсудимого, а вынесение приговора посредством клятвы, поединка или жребия рассматриваются как иные разновидности Божьего суда[2][3].